# Profezia (Magic)

Il logo del set

Profezia (Prophecy in inglese) è un'espansione del gioco di carte collezionabili Magic: l'Adunanza, edito da Wizards of the Coast. In vendita in tutto il mondo dal 5 giugno 2000, è il terzo e ultimo set del blocco di Mercadia, che comprende anche Maschere di Mercadia e Nemesis.

## Caratteristiche
Profezia è composta da 143 carte, stampate a bordo nero, così ripartite:
- per colore: 27 bianche, 27 blu, 27 nere, 27 rosse, 27 verdi, 6 incolori, 2 terre.
- per rarità: 55 comuni, 44 non comuni e 44 rare.

Il simbolo dell'espansione sono tre cristalli, e si presenta nei consueti tre colori a seconda della rarità: nero per le comuni, argento per le non comuni, e oro per le rare.
Nessuna carta del set è stata ristampata da espansioni precedenti.
Profezia è disponibile in bustine da 15 carte casuali e in 4 mazzi tematici precostituiti da 60 carte ciascuno:
- Slither (verde/rosso)
- Pummel (verde)
- Distress (bianco/nero)
- Turnaround (blu/bianco)

### Prerelease
Profezia fu presentata in tutto il mondo durante i tornei di prerelease il 27 maggio 2000, in quell'occasione venne distribuita una speciale carta olografica promozionale: l'Avatar della Speranza.

## Novità
Questo set di espansione non introduce alcuna variazione alle regole del gioco, né aggiunge nuove abilità a quelle già esistenti, al contrario della maggioranza delle nuove espansioni. Sviluppa invece le novità già introdotte nei due set precedenti del blocco di Mercadia.